# 陸中夏井站
陸中夏井站（日语：／ Rikuchū-Natsui eki */?）是位於岩手縣久慈市夏井町大崎，屬於東日本旅客鐵道（JR東日本）的八戶線車站。

## 歷史
- 1930年（昭和5年）3月27日：鐵道省車站啟用[1]。
- 1971年（昭和46年）8月15日：成為無人車站。
- 1984年（昭和59年）10月16日：車站大樓使用守車改造而成。
- 1987年（昭和62年）4月1日：伴隨國鐵分割民營化，車站由東日本旅客鐵道（JR東日本）營運[2][1]。
- 2011年（平成23年）3月11日：發生東北地方太平洋近海地震（東日本大震災），使八戶線全線暫停營業。
- 2012年（平成24年）3月17日：車站重開。

## 車站構造
此站是地面車站，設有1面1線的單式月台。曾經此站設有2面2線的相對式月台。
此站是由久慈站管理的無人車站。車站大樓是由日本國鐵WaFu29500形貨車改造而成。

## 車站周邊
- 岩手縣道125號陸中夏井停車場線（日语：岩手県道125号陸中夏井停車場線）
- E45 八戶久慈自動車道（久慈道路）
- 國道45號
- 國道395號（日语：国道395号）
- 夏井川（日语：夏井川）
- 久慈警署（日语：久慈警察署）久慈湊駐在所
- Norunet KUJI（日语：のるねっとKUJI）「夏井站前」巴士站

## 相鄰車站
東日本旅客鐵道（JR東日本）
■八戶線
侍濱－陸中夏井－久慈

## 注腳
1. 1 2 3  曾根悟（監修）. 朝日新聞出版分冊百科編集部（編集） , 编. . 週刊朝日百科. 21号 釜石線・山田線・岩泉線・北上線・八戸線. 朝日新聞出版. 2009-12-06: 26 （日语）.
2. ↑  『交通年鑑 昭和63年版』 交通協力會，1988年3月。

## 外部連結
- 車站資訊（陸中夏井）：東日本旅客鐵道（日語）